# John Peabody Harrington
John Peabody Harrington,  född  29 april 1884 i Waltham i Massachusetts, död 21 oktober 1961 i San Diego i Kalifornien, var en amerikansk lingvist och etnolog som specialiserade sig på Kaliforniens urbefolkningar. Han forskade och dokumenterade de indianska språken i Kalifornien.

## Biografi
Harrington föddes i Massachusetts men växte upp i Kalifornien. Harrington studerade vid Stanford University 1902-05 och senare vid University of California i Berkeley samt vid universiteten i Leipzig och Berlin, men fullbordade aldrig sin doktorsavhandling. I stället fick han sin huvudsakliga försörjning som high school-lärare i Kalifornien. Vid Stanford University läste han antropologi och klassiska språk från 1902 till 1905. I Berkeley träffade han etnologen Alfred Kroeber. Harringtons speciella intresse för de indianska språken kan förmodligen spåras tillbaka till kontakterna med Kroeber.
Harrington studerade också i Leipzig och Berlin. Han valde att bli språklärare på ett gymnasium iställöet för att doktorera. Han tillbringade under sin fritid tre hela år med att intervjua de få infödda talarna av det nästan utrotade Chumash-folket. Hans arbete drog till sig uppmärksamhet från Bureau of American Ethnology vid Smithsonian Institution som 1915 erbjöd honom fast anställning som fältetnolog. Harrington accepterade och upprätthöll sedan denna tjänst i 40 år, under vilken tid han insamlade en enorm mängd rådata för att studera följande nordamerikanska urbefolkningar: Chumash, Mutsun, Rumsen, Ohlone, Chochenyo, Kiowa, Chimariko, Yokuts, Gabrielino, Salinan, Quechan , Yuma och Mohave. Hans samling är inte bara en av de tidiga samlingarna, utan förmodligen också en av de största. Harrington var en av de första som samlade in fonetiska språkexempel med hjälp av bandspelare.
Isabel Meadows var en kulturbärare för Rumsen stammen som samarbetarde med J.P. Harrington 1933, då hon var  87 år gammal. Isabel Meadows inbjöds till Washington D.C. för att hjälpa Harrington med hans forskning om Rumsens liv, språk och kultur i Carmel Valley, Kalifornien och Big Sur-regionerna. Meadows var den senast kända talaren av deras språk. De arbetade tillsammans till slutet av hennes liv, den 20 maj 1939, vid 94 års ålder, i Washington D.C. Hon hade lärt sig språket som ung av en äldre kvinna Omesia.
Sedan år 2000 har hans anteckningar förts in i en databas av frivilliga vid University of California, Davis, och på så sätt gjorts vetenskapligt tillgängliga. Det handlar om nästan en miljon manuskriptsidor som ger enorma mängder språkligt och mytologiskt material, men också rituella och musikaliska traditioner. Han har en mycket omfattande bibliograf varav mycket är opublicerade manuskript.  Harringtons arbete har också dokumenterats i en kronologi.  Smithsonian Institution har utformat en Guide to the John Peabody Harrington papers, 1907-1959 (några tidigare papper). Dessutom har de gett ut en sammanfattande redovisning av materialet.

### Privatliv
1915 träffade han den elva år yngre Carobeth (Tucker) Laird, som var elev vid en av hans språkkurser. Carobeth Laird skrev boken  The Chemehuevi, wn ansedd etnografisk publikatrion. Harrington var gift med henne från 1916 till 1923. De hade en dotter Awona Harrington. 